# 端濟布
端濟布（穆麟德轉寫：donjibu，？—1761年），瓜勒佳端濟布、瓜爾佳端濟布，諡壯節，瓜勒佳氏（瓜爾佳氏），滿洲鑲黃旗人，清朝武官、军事將領。

## 生平
乾隆八年（1743年），自前鋒升任藍翎侍衛、二等侍衛。乾隆二十年（1755年），任頭等侍衛、鑲黃旗察哈爾總管。
乾隆二十二年（1757年），乾隆帝命令其選兵一千，佐定邊將軍兆惠出西路，自朱爾圖斯赴瑪納斯，獲得木齊鄂羅斯，並所部三百人、馬駝牛羊二千餘。扎哈沁頭人巴哈曼集叛走，端濟布偕侍衛奎瑪岱追捕，至小衞和勒津，使叛軍所部二百戶投降，后俘虜札木布。清軍捕治厄魯特頭人噶爾藏多爾濟、扎那噶爾布等，布魯古特台吉琿齊、呼爾璊台吉達瓦斬殺扎那噶爾布，詣端濟布軍請降。端濟布率領部隊離開后，琿齊、達瓦再次叛變。乾隆帝懲端濟布惟事姑息，命靖逆將軍雅爾哈善按治。清軍在羅克倫孟古圖嶺，截獲噶爾藏多爾濟的宰桑羅卜札尼瑪、得木齊敦多克，併檻送巴里坤。乾隆帝知道后，命削除端濟布罪過。扎哈沁得木齊哈勒拜等人謀掠軍臺和驿站，參贊大臣哈寧阿檄端濟布前往逮捕，至瑪納斯，抓獲間諜十餘人。渡河至美羅托山，叛軍逃跑，收其游牧牲畜。清軍包圍庫車，端濟布率領吉林、厄魯特兵參戰。霍集占率領三千人自賽里木來援，屯兵于高阜。端濟布偕侍衛順德納等奮擊，斬二千餘級。清軍攻葉爾羌，霍集占築臺城東北。端濟布及侍衛諾爾本率領右翼後隊進攻復斬二千餘級。兆惠在黑水被圍，端濟布跟從定邊左副將軍富德赴援，十餘戰，至呼爾璊，與兆惠軍會，賜三等輕車都尉世職，授鑲紅旗滿洲副都統。清軍在阿爾楚爾再戰，后再戰於伊西洱庫爾淖爾， 端濟布率領二百人截叛軍逃路。后中創，賜號塔什巴圖魯。
清軍班師后，圖形紫光閣，列前五十功臣。去世后，贈都統，諡壯節，祀昭忠祠。諭以「端濟布力戰受傷，與陣亡者無異也」。

## 延伸阅读
[在维基数据编辑]
 《清史稿/卷315》，出自趙爾巽《清史稿》